# Beleríand
Beleríand fou, en l'obra de J.R.R. Tolkien, una regió de la Terra Mitjana. S'estenia des de les Muntanyes Blaves (Ered Luin) fins al gran Belegaer. Limitava al nord amb les Muntanyes de Ferro. En un principi aquest terme servia per referir-se a les terres costaneres al sud de Nevrast i Hitlum però al final el terme es va fer servir per a anomenar totes les terres a l'oest d'Ered Luin (on vivien els nans).
Els èldar van passar per Beleríand en el seu camí cap a Vàlinor i els elfs grisos, falàthrim i nàndor s'hi van quedar a viure, allí es conegueren Thíngol i Mèlian la Maia; i al cor de Beleríand (Dòriath) fundà n'Elwë el seu reialme.
Quan Mórgoth va començar a atacar els síndar van arribar del nord els nóldor exiliats, els quals van derrotar fàcilment els orcs de Mórgoth. Els prínceps dels nóldor van fundar els seus reialmes a l'exili a Beleríand (Hitlum, Nargòthrond, Góndolin, Thargèlion…) 
Al cap d'un temps van arribar els homes del nord de Hildórien: eren els edain, els pares dels homes, que van aliar-se amb els elfs. Homes, elfs i nans van patir llargues guerres contra el Senyor Fosc, lentament van anar decaient fins que Beleríand va esdevenir un feu de Mórgoth. Va ser llavors quan la host de Vàlinor atacà Melkor i el derrotà; arran del gran impacte entre el poder de l'Oest i del Nord Beleríand s'esfondrà i s'enfonsà sota el mar; només va romandre intacte una part d'Ossíriand anomenada Lindon i fou allí on Guil-Galad i la resta d'elfs es refugiaren. A partir d'aquell moment alguns elfs marxaren cap a Vàlinor, d'altres s'endinsaren a la Terra Mitjana i fundaren el regne dels Gwaith-i-Mírdain, uns pocs van anar a viure amb els elfs silvans i els van governar i molts es quedaren a viure a Lindon amb Guil-Galad i Círdam, el mestre d'Aixa. En el moment en què Círdam fundà les Rades Grises (Mithlond) començà la Segona Edat.